# Джонс, Рассел
Рассел Джонс (англ. Russell Jones; 5 января 1918 года — 10 июня 1979 года) — американский журналист, репортёр и редактор, работавший для информационного агентства United Press International и телерадиосетей CBS и ABC News. В 1957 году он стал лауреатом Пулитцеровской премии за международный репортаж за освещение волнений в Венгрии.

## Биография
Рассел Джонс родился в Миннеаполисе в семье журналистов. Окончив старшую школу Стилуотера, в 1935 году он устроился в городскую газету The Stillwater Post Messenger. Но уже через два года поступил в штат Saint Paul Dispatch, где его отец работал редактором. В 1941 году юноша оставил службу, чтобы присоединиться к корпусу пехоты США. Во время Второй мировой войны он поступил в штат армейской газеты Stars and Stripes, освещая события в Британии, Северной Африке, Франции, Бельгии и Германии. По завершении военных действий был демобилизован в звании техник-сержанта, но остался в Европе и последующие несколько лет работал для Radio Free Europe и Daily News. Став в 1949 году европейским корреспондентом United Press International, Джонс освещал Венгерское восстание 1956 года. Он въехал в страну без визы и был единственным американским журналистом, находившимся в Будапеште, когда в город вошли советские танки для подавления волнений. Корреспондент продолжал освещение конфликта, пока не был выслан из города коммунистическими властями. Через год за свою работу он был удостоен Пулитцеровской премии за международный репортаж, Мемориальной награды Джорджа Полка и Премии журналистского сообщества Сигма, Дельта, Хи.
До ухода из United Press International в 1957 году Джонс успел поработать в бюро издательства в Праге, Вене и во Франкфурте. В 1959 году журналист присоединился к штату телерадиосети CBS News в качестве вашингтонского, а затем африканского обозревателя. Позднее он перешёл в штат конкурирующей компании ABC News, для которой возглавлял филиалы в Бейруте, Тель-Авиве и Москве. Джонс вышел на пенсию в 1977 году и поселился в Вене, где скончался через два года.